# 荣丰控股
荣丰控股集团股份有限公司 （深交所：000668）是中国深圳证券交易所的一家上市公司，主营业务范围为房地产开发与经营业。
2011年，该公司主营业务收入为96027596.35元，公司净利润为3347093.99元，公司总资产为941346597.16元。
2016年3月20日，该公司发布公告称，因公司涉嫌信息披露违法违规，被证监会立案调查，收到上海监管局发的《行政处罚决定书》，因向董事长王征（前亞洲電視主要投資者）的家族企业输入资金4.7亿人民币，且隐瞒交易信息，荣丰控股及包括王征等公司高管受到上海监管局处罚，被处以10万到60万不等的罚金。